# Mario Rigamonti
Mario Rigamonti (* 17. Dezember 1922 in Brescia; † 4. Mai 1949 in Superga) war ein italienischer Fußballspieler, der in den 1940er-Jahren zum so genannten Grande Torino, der erfolgreichen Mannschaft der AC Turin gehörte und wie fast alle seiner Mannschaftskameraden beim Flugunfall von Superga ums Leben kam.

## Karriere
Mario Rigamonti wurde am 17. Dezember 1922 in der norditalienischen Stadt Brescia in der Lombardei geboren. Beim dortigen Fußballklub Brescia Calcio, zur damaligen Zeit unter dem Namen AC Brescia laufend, begann er auch seine fußballerische Laufbahn und durchlief zunächst die ersten Jugendmannschaften des Vereins. Noch als Jugendspieler der AC Brescia wurde Rigamonti von den Talentspähern der AC Turin entdeckt. Es folgte eine Verpflichtung durch die Turiner, und Rigamonti agierte fortan von 1941 bis 1943 in der Jugendabteilung der AC Turin.
In jenen Jahren war Italien allerdings weit davon entfernt, einen professionellen Spielbetrieb aufzuweisen. Bedingt durch den Zweiten Weltkrieg und die innenpolitischen Unruhen einhergehend mit dem Sturz der faschistischen Herrschaft Mussolinis wurde die italienische Meisterschaft von 1943 bis 1945 ausgesetzt, es fanden keine offiziellen Wettkämpfe statt. In dieser Zeit wurde Mario Rigamonti von der AC Turin zunächst 1944 an die AC Brescia und 1945 an Calcio Lecco verliehen, wo er Spielpraxis sammelte und schließlich zur Saison 1945/46 wieder ins Stadio Filadelfia zurückkehrte. Hier avancierte Rigamonti durchaus zur Stammkraft in der Mannschaft des Trainers Luigi Ferrero. Das Team um Spieler wie etwa Valentino Mazzola, Guglielmo Gabetto oder Pietro Ferraris konnte seine vor der kriegsbedingten Pause begonnene Erfolgsära fortsetzen und sicherte sich in der italienischen Fußballmeisterschaft 1945/46 durch einen ersten Platz in der Finalrunde, einen Zähler vor Juventus Turin, den Titel. Zur Saison 1946/47 kehrte man im italienischen Fußball wieder zu dem aus Vorkriegszeiten bekannten System zurück, wonach der Meister mittels eines reinen Ligasystems ermittelt wurde. Auch hier zeigte sich Torino sehr erfolgreich und fuhr bis ins Jahr 1949 drei weitere Meistertitel in Serie ein. Mario Rigamonti hatte daran einen durchaus erheblichen Anteil, er machte zwischen 1945 und 1949 140 Ligaspiele für die Granata, dabei gelang dem Mittelfeldspieler ein Treffer.
Zwischen 1947 und 1949 wurde Mario Rigamonti zudem in drei Länderspielen der italienischen Fußballnationalmannschaft eingesetzt, ein Torerfolg gelang ihm hierbei jedoch nicht.

## Tod und Ehrungen
Nachdem die Mannschaft der AC Turin durch ein Remis bei der AS Bari den Gewinn der italienischen Meisterschaft 1948/49 perfekt gemacht hatte, vereinbarte Vereinspräsident Ferruccio Novo ein Freundschaftsspiel in Portugal gegen den dortigen Spitzenverein Benfica Lissabon. Auf dem Heimweg des Spiels, das die AC Turin mit 4:3 für sich entscheiden konnte, wurde das Flugzeug, das die Mannschaft wieder nach Italien bringen sollte, beim Landeanflug auf Turin bei dichtem Nebel gegen die Stützmauer eines Erdwalls auf der Rückseite der Basilika auf dem Turiner Hausberg Superga geflogen. Alle Insassen der Fiat G.212 starben, darunter waren auch achtzehn Spieler der AC Turin, sowie der Betreuerstab und eine ganze Reihe weiterer Fluggäste. Mit den Spielern der AC Turin endete auch eine große Ära des Vereins, der danach nur sehr schwer an alten Erfolge anknüpfen konnte. Nach zwischenzeitlichem Abrutschen in die Serie B konnte man erst 1976 wieder die Meisterschaft gewinnen – bis heute zum letzten Mal.
Nach seinem Tod in Superga wurden insgesamt zwei Stadien in Italien nach Mario Rigamonti benannt. Zum einen trägt das Stadion seines Heimatvereins Brescia Calcio seit seiner Eröffnung im Jahr 1959 den Namen Stadio Mario Rigamonti. Diese Sportstätte bietet Platz für knapp 23.000 Zuschauer und dient Brescia Calcio gegenwärtig als Austragungsort für Heimspiele. Neben Brescia spielte Rigamonti auch kurzzeitig für Calcio Lecco, das Stadion des Vereins trägt den Namen Stadio Rigamonti-Ceppi in Anlehnung an eben Mario Rigamonti und auch an den Präsidenten des Vereins zu dessen erfolgreichster Zeit in den 60er-Jahren, als einige Jahre Erstligafußball aufzuweisen sind. Heutzutage spielt Calcio Lecco aber nurmehr in der fünftklassigen Serie D.

## Erfolge
- Italienische Meisterschaft: 4×

1945/46, 1946/47, 1947/48, 1948/49 mit der AC Turin